# Изофлавоны

Изофлавон

Изофлавоны — производные 3-арилхромона (бензо-γ-пирона), класс гетероциклических соединений, изомерных флавонам (2-арилхромонам).
Изофлавоны содержатся во многих культивируемых растениях, например в бобовых (сое, недозрелых бобах фасоли обыкновенной). 
Некоторые изофлавоны являются фитоэстрогенами: их структура отличается от стероидных эстрогенов млекопитающих, однако они проявляют слабую эстрогенную активность. 
Изофлавоны сои широко рекламируются и продаются в качестве биологически активных добавок, при этом производители заявляют, что благодаря эстрогенной активности они подавляют приливы жара в постменопаузальном периоде у женщин.

## Нахождение
Помимо сои, изофлавоны также присутствуют в различных бобовых растениях: в фасоли, красном клевере, люцерне, нуте, и в меньших количествах в растительных продуктах, таких как фрукты, овощи и орехи. Изофлавоны присутствуют в хлебе, мясе, тофу и темпе.
Среди населения мира крупнейшими потребителями сои или продуктов ее переработки являются страны Азии. Среднее мировое потребление сои достигает 100,6 г/день, а потребление изофлавонов достигает диапазона 40-100 мг/день.

## Органическая химия и биосинтез
Соевые бобы являются наиболее распространенным источником изофлавонов в пище человека; основными изофлавонами сои являются генистеин и даидзеин. 
Фенилпропаноидный путь начинается с аминокислоты фенилаланина, а промежуточный продукт пути, нарингенин, последовательно превращается в изофлавоновый генистеин с помощью двух ферментов, специфичных для бобовых, изофлавонсинтазы и дегидратазы . Точно так же другой промежуточный нарингенин халкон превращается в изофлавон даидзеин за счет последовательного действия трех специфичных для бобовых ферментов: халконредуктазы, халконизомеразы II типа и изофлавонсинтазы. 
Растения используют изофлавоны и их производные в качестве фитоалексиновых соединений для защиты от болезнетворных патогенных грибов и микробов. Кроме того, соя использует изофлавоны для стимуляции бактерий рода Rhizobium к образованию азотфиксирующих корневых клубеньков.  
Большая часть изофлавонов сои существует в гликозилированном виде, но при попадании в кишечник эти вещества дегликозилируются флоризин-гидролазой, в результате чего высвобождаются агликоны генистеин, даидзеин и глицитеин, которые в значительной степени подвергаются дальнейшему преобразованию с участием микрофлоры кишечника. При этом даидзеин конвертируется в изофлавон эквол или О-дисметиланголенсин (O-DMA), а генистеин преобразуется в p-этил-фенол. После попадания в кровь они сульфатируются или конъюгируют с остатком глюкуроновой кислоты. При этом лишь около 20% исходных агликонов этих веществ присутствует в крови и впоследствии удаляется с мочой. 
| Название   | Позиции заместителей | R5    | R7  | R3'   | R4' |
| ---------- | -------------------- | ----- | --- | ----- | --- |
| Изофлавон  |                      | –H    | –H  | –H    | –H  |
| Даидзеин   | –H                   | –OH   | –H  | –OH   |     |
| Генистеин  | –OH                  | –OH   | –H  | –OH   |     |
| Прунетин   | –OH                  | –OCH3 | –H  | –OH   |     |
| Биочанин A | –OH                  | –OH   | –H  | –OCH3 |     |
| Оробол     | –OH                  | –OH   | –OH | –OH   |     |
| Сантал     | –OH                  | –OCH3 | –OH | –OH   |     |
| Пратензеин | –OH                  | –OH   | –OH | –OCH3 |     |

## Биологическая активность
Сообщается о широком спектре терапевтической активности изофлавонов, включая антиоксидантную, химиопрофилактическую, противовоспалительную, противоаллергическую и антибактериальную активность.
Исследование на симуляторе микробной экосистемы кишечника человека (SHIME) показало, что изофлавоны сои могут регулировать микробиоту кишечника, подавлять рост вредных бактерий и влиять на рост бактерий, связанных с ожирением. Более того, изофлавоны сои могут способствовать росту пробиотиков и значительно улучшать их антибактериальную способность in vitro. В целом изофлавоны сои могут быть функциональным продуктом питания, улучшая микробиоту кишечника.
Изофлавоны обладают хорошими терапевтическими свойствами, например, они облегчают симптомы постменопаузы у женщин (дозы 40-120 мг/сут, при этом 200 мг являются обычной максимальной дозой), уменьшают пролиферацию рака молочной железы и предстательной железы.
Высокие дозы изофлавонов могут вызывать побочные эффекты во время внутриутробного развития. У младенцев, вскармливаемых соевыми смесями, наблюдается высокая концентрация даидзеина и генистеина в плазме.

### Эндокринные нарушения
Несмотря на представленные преимущества, многие исследования противоречивы и показали, что изофлавоны могут вызывать эндокринные нарушения в малых (17 мг/кг/день генистеина + 12 мг/кг/день даидзеина) и высоких дозах (170 мг/кг/день генистеина + 120 мг/кг/день даидзеина), таким образом влияя на репродуктивную функцию у самцов и самок, подвергшихся воздействию на этапах развития. Сообщается, что изофлавоны действуют как эндокринные разрушители на нескольких стадиях развития, от внутриутробного развития до взрослой жизни, причем препубертатная фаза является наиболее критической.